# Сяоцинхэ
Сяоцинхэ́ (кит. упр. 小清河) — река в китайской провинции Шаньдун.

## История
Река была фактически создана в XII веке, когда правитель созданного чжурчжэнями марионеточного государства Ци приказал провести мелиоративные работы в одном из старых русел Хуанхэ, сделав его отдельной рекой.

## География
Длина реки — 216 км, площадь водосборного бассейна — 10336 км².
Река начинается в цзинаньском районе Хуайинь, и течёт на восток в паре километров южнее Хуанхэ примерно параллельно ей. Пройдя между Личэном и Цзияном, и обойдя с севера Чжанцю, река попадает на территорию городского округа Цзыбо, где протекает между уездами Хуаньтай и Гаоцин. Далее река течёт через уезд Босин городского округа Биньчжоу, уезд Гуанжао городского округа Дунъин, и на территории городского уезда Шоугуан городского округа Вэйфан впадает в Бохайский залив.